# Demarco
Il demarco (in greco antico: δήμαρχος?) nell'antica Atene era il magistrato a capo dei demi, che ai tempi della riforma di Clistene erano 139; teneva anche il registro dei cittadini maggiorenni e di quello concernente le proprietà immobiliari, usato a fini fiscali.
Il suo potere è stato paragonato a quello di un capovillaggio o, con terminologia moderna, quello del sindaco.
I singoli demi avevano anche competenze in tema di culti religiosi: nei demi rurali i demarchi avevano il compito di organizzare le piccole Dionisie, con funzioni analoghe a quelle che per l'intera polis erano esercitate dall'arconte, sia pur con poteri minori.
Nel mondo romano svolgeva una funzione simile il tribuno della plebe.